# Rétalap
Rétalap là một thị trấn thuộc hạt Győr-Moson-Sopron, Hungary. Thị trấn này có diện tích 13,2 km², dân số năm 2010 là 563 người, mật độ 43 người/km².